# Matteo Salvini
Matteo Salvini (pronúncia italiana: [matˈtɛːo salˈviːni]; 9 de março de 1973) é um político italiano, vice-primeiro-ministro de Itália, senador de Itália, secretário-federal do partido Liga Norte, desde dezembro de 2013, e o Noi Con Salvini ("Nós com Salvini"), desde dezembro de 2014. Serviu ainda como Eurodeputado de 2014 a 2018. Também ocupou, de 2018 a 2019, os cargos de Vice Primeiro-Ministro da Itália e Ministro do Interior.
Salvini é considerado um eurocético e um político de cunho nacionalista, nativista, antiglobalização e de extrema-direita. É um crítico da União Europeia (UE), especialmente do euro, o qual chamou de "crime contra a humanidade". Ele se opõe a imigração ilegal e criticou a forma branda como a UE lida com a questão de pessoas que buscam asilo político na Europa.
Em questões econômicas, ele defende reformas tributárias (incluindo corte de impostos), federalismo fiscal, protecionismo e, até certo ponto, agrarianismo. Em questões sociais, Salvini é contra o casamento entre pessoas do mesmo sexo e se declara um defensor dos "valores da família". Na política externa, se opõe ao embargo econômico feito contra a Rússia em 2014 (imposto como resposta a intervenção armada deste país na Ucrânia), enquanto apoia maior abertura econômica com o Leste Europeu e países do Extremo Oriente.
Salvini foi apelidado de "O Capitão" (Il Capitano) por seus apoiadores. Muitos comentaristas políticos e jornais, como o The Guardian, o The New York Times, o Financial Times, o The Economist e o Huffington Post, o descrevem como "Homem-forte" e uma das figuras mais poderosas da politica italiana atual.

## Biografia
Ele nasceu em Milão, filho de pais milaneses, o seu pai era gerente de empresa e a mãe dona de casa. Em 1988, aos 15 anos, ele participou do Double slalom conduzido por Corrado Tedeschi no Canale 5 onde chegou a ganhar cerca de 900.000 liras.
Salvini participou do Liceo Clássico "Alessandro Manzoni" em Milão , onde se formou em 1992, com uma classificação de 48/60.
Matriculou-se na Faculdade de Ciências Políticas da Universidade de Milão e, no ano seguinte, mudou-se para a Faculdade de Letras (endereço em Ciências Históricas). Durante o primeiro ano de estudos históricos, Salvini - a fim de pagar os seus estudos e férias  - trabalhou na rede de fast food Burghy.
Posteriormente, ele decidiu abandonar os cinco exames da universidade no final dos seus estudos, sem ter obtido um diploma após doze anos fora da escola.
Em 1994, como vereador da Câmara Municipal de Milão, fez o seu primeiro discurso público em defesa do centro social Leoncavallo.

## Vida pessoal
Casou-se em 2003 com Fabrizia Ieluzzi, jornalista de uma rádio privada: teve um filho, Federico, nascido a 3 de abril do mesmo ano.
Salvini divorcia-se da sua esposa, e passa a viver com a advogada Giulia Martinelli, com quem teve uma filha, Mirta, que nasceu em dezembro de 2012.
No início de 2015, a revista Novella 2000 desvenda a história de Salvini com a apresentadora Elisa Isoardi, posteriormente confirmada por ambos e que termina oficialmente em novembro de 2018.
Desde abril de 2019 Salvini está oficialmente noivo de Francesca Verdini, filha do político Denis Verdini.

## Posições Políticas

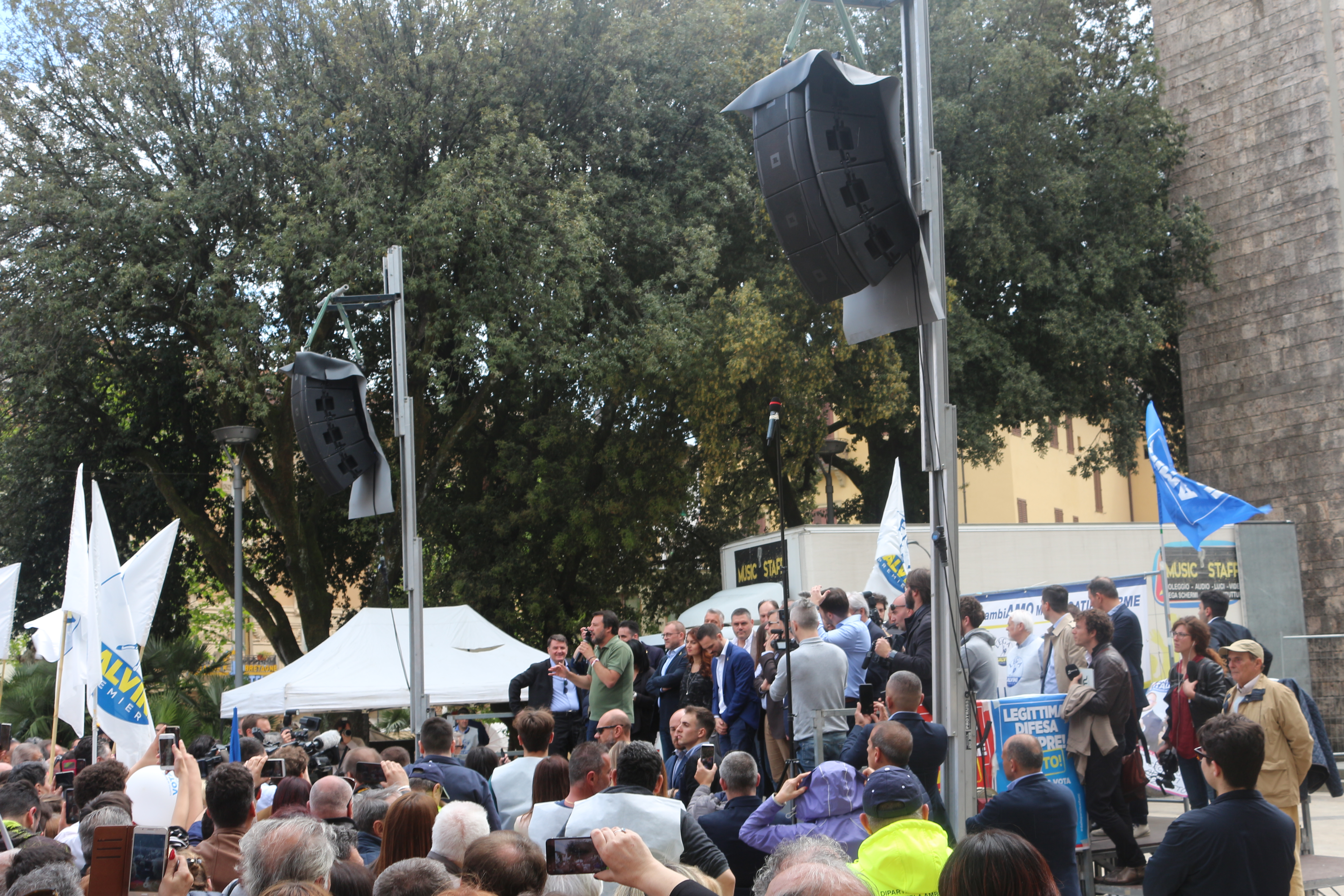
Comício eleitoral do partido Lega Nord em 2019

### Imigração
Salvini opôs-se firmemente à imigração ilegal na Itália e na Europa e criticou duramente a política de recepção levada a cabo pelos governos de centro-esquerda. A sua visão política foi definida pelos jornais britânicos The Guardian e The Independent e pela revista político de extrema direita devido a algumas das suas posições e propostas como, por exemplo, a necessidade de um censo da comunidade ciganana na Itália e consequente expulsão de todos os nômades presentes ilegalmente no território nacional.

### Economia
Salvini é considerado um eurocéptico, tendo frequentemente manifestado posições extremamente críticas em relação à União Europeia e especialmente ao euro, que definiu como “um crime contra a humanidade”.
Em termos de propostas políticas no campo econômico, Salvini manifestou-se reiteradamente contra o mercado livre , chamando-o de "caos total", e a favor do protecionismo. Apesar disso, ele é um firme defensor de medidas de estrito cumprimento neoliberal.

### Políticas Sociais e direito civil
Na frente social, Salvini declarou-se fortemente contra às uniões civis, ao casamento homossexual, e à adoção por casais homossexuais e à lei contra a homofobia e a transfobia (ao declarar não ser homofóbico e definir quem discrimina com base na orientação sexual como "um idiota"). Ele também declara-se contra a legalização de drogas leves (incluindo maconha), da eutanásia. Em vez disso, ele defende a legalização da prostituição e a reabertura dos bordéis.
Nma entrevista de 1998 para a revista Il Sole delle Alpi Salvini, declarou-se a favor da legalização das drogas leves. No dia 6 de outubro de 2014, como convidado do Coffee Break da La7 , declarou-se aberto ao debate sobre legalização. Posteriormente, entretanto, ele tomou partido fortemente contra a liberalização de qualquer tipo de droga.

## Criticas e Polémicas

### De Separatista a Nacionalista
Antes de transformar a Liga do Norte de partido separatista em nacionalista, Salvini repetidamente expressou o seu distanciamento da bandeira italiana: " O tricolor não me representa, não me sinto como a minha bandeira, em minha casa só tenho a bandeira da Lombardia e do Milan " e " O tricolor é só a seleção nacional de futebol, então não torço" (2011). No entanto, por ocasião da Copa do Mundo de 2014, ele declarou que torcia pela seleção italiana de futebol; convidado no La Cageem 2015, após citar o 100º aniversário da intervenção da Itália na Primeira Guerra Mundial, vestiu um lenço tricolor ao pescoço, sublinhando que “ Neste momento não reconhecemos que os problemas do desemprego e da imigração são problemas italianos, nacionais, em Milão, Roma e Taranto, é um disparate”.

### Imigração

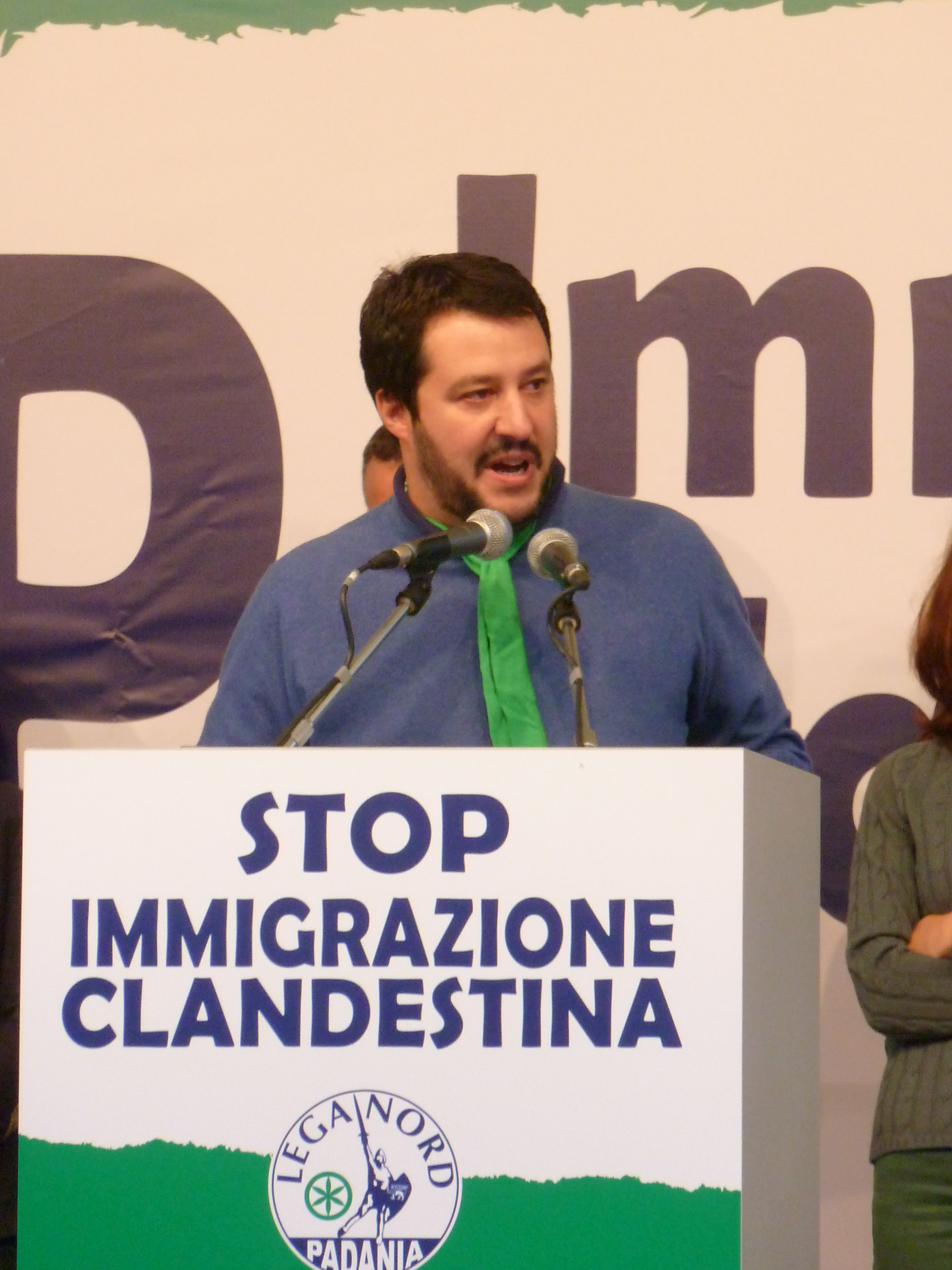
Matteo Salvini fala durante uma manifestação da Liga do Norte em 2013.

Algumas fontes jornalísticas criticaram o papel de Salvini na imigração enquanto ele era o Ministro do Interior, argumentando que o número de retornos de migrantes permaneceu substancialmente o mesmo em comparação com os governos anteriores. Além disso, a diminuição dos desembarques na rota do Mediterrâneo mencionada por Salvini várias vezes não leva em consideração outras rotas migratórias em ascensão, como a dos Balcãs.

### Presença no Ministério do Interior
Entre a primavera e o verão de 2019, fontes jornalísticas falam da escassa presença da Salvini nos escritórios do Ministério do Interior. Segundo essas fontes, Salvini teria passado apenas 17 dias úteis no Ministério de janeiro a maio de 2019, com 95 dias de ausência da sede e participando de 211 eventos, dedicando assim a maioria de sua atividade, durante o seu mandato de ministro, a compromissos institucionais, fora do Ministério, cerimónias e reuniões.

### Medicina

#### Vacinas
Embora não seja contra as vacinas, Salvini divulgou e apoiou a tese de que uma dúzia de vacinas são "um grande risco para as criança". Sem base científica, suscitou várias críticas, incluindo a do médico de San Raffaele Roberto Burioni.

#### COVID-19
Durante a pandemia global da COVID-19, ele declarou que a hidroxicloroquina é uma droga útil para o cuidado do paciente e que, graças a ela, "milhares de vidas" podem ser salvas, apesar da ausência total de qualquer evidência nesse sentido. Mesmo mais tarde, as negações de especialistas do setor médico-saúde em relação às suas declarações continuaram a pleitear os mesmos pedidos, insinuando que não é usado a fim de inflar os custos médicos, pois seria uma alternativa mais barata aos tratamentos normalmente utilizados.